# Hieroglifás ékszerteknős
A hieroglifás ékszerteknős (Pseudemys concinna) a hüllők (Reptilia) osztályába, a teknősök (Testudines) rendjébe és a mocsáriteknős-félék (Emydidae) családjába tartozó faj. Édesvízi teknősfaj, az Egyesült Államok középső és keleti részein honos, Virginiától délen Georgia középső vidékeiig, nyugaton Kelet-Texasig, északon Dél-Indianáig. Rendszerint közepes áramlású folyókban, valamint patakokban és mocsaras torkolatvidékeken él. Ideális élőhelye a gazdag növényzettel rendelkező folyó, tó vagy mocsár. Indianában veszélyeztetett fajnak minősül.

## Leírása
A felnőtt példányainak páncélja átlagosan 30 cm körüli nagyságúak, a hímek 22-30 a nőstények 27–40 cm közötti méretűek. A fejükön és nyakukon  hosszirányú vékony sárga sávok találhatóak. A hátpáncélja barna, olívabarna színű, amelyen gyakran koncentrikus körök és C alakú mintázatok találhatók. Ha a páncél száraz, akkor ez a mintázat nehezebben észlelhető. A haspáncélon sötét foltok vannak, amelyek azonban idővel elhalványulhatnak.
Öt alfaja ismert:
- keleti hieroglifás ékszerteknős (Pseudemys concinna concinna)
- Suwannee hieroglifás ékszerteknős (Pseudemys concinna suwanniensis)
- Mobile parti hieroglifás ékszerteknős (Pseudemys concinna mobilensis)
- hieroglifás ékszerteknős (Pseudemys concinna heiroglyphica)
- Missouri hieroglifás ékszerteknős (Pseudemys concinna metteri)

## Viselkedése
A hieroglifás ékszerteknősök szeretnek napfénytől felmelegített köveken vagy fadarabokon sütkérezni, gyakran más vízi teknősökkel együtt, időnként egymásra halmozódva, de ha megzavarják őket, gyorsan a vízbe menekülnek. Nappali életmódot folytatnak, a felkelő nap melegére ébrednek fel és indulnak táplálkozni. Vízben és szárazföldön is meglepő sebességgel mozognak, úszóhártyás lábaikkal remekül úsznak erősebb áramlatban is. Előfordul, hogy egyik édesvízből a másikba költöznek, de sokuknak kialakul a saját, meglehetősen nagy kiterjedésű területe, melyet aztán ritkán vagy egyáltalán nem hagy el. A vízben alszanak, a növényzet alá rejtőzve. A melegebb területeken élők egész télen aktívak, a hűvösebb területeken azonban két hónapig is terjedő téli álmot alszanak a víz alatt, az iszapba rejtőzve. Ezalatt nem vesznek levegőt, de a vízből képesek oxigént felvenni, a kloákájukon át. Éjszakai vagy téli álmuk idején igyekeznek jól elrejtőzni. A vízben nehezen lehet rájuk akadni, mivel képesek a víz alatt is lélegezni; emiatt viselkedésükről keveset tudni.

### Étrendje
A teknősfaj nagy mértékben mindenevő, étrendjét élő és elpusztult állatok, valamint növények egyaránt alkotják, attól függően, éppen mi akad. Elsődleges táplálékuk a vízinövény, alga és néhány vízközeli szárazföldi növény, a leesett gyümölcsöt is megeszik, de kis halakat is üldözőbe vesznek és elfogyasztanak, és a folyó partján talált elhullott dögökből is táplálkoznak. Főként a fiatalabbakra jellemző a fehérjében gazdagabb étrend, az idősebbek inkább növényevők. Bár a teknős a vízen kívül nem képes nyelni, egy bogár vagy giliszta kedvéért elhagyhatja a vizet, majd zsákmányával visszatérhet a vízbe, hogy elfogyassza. Felső állkapcsukon fogszerű kitüremkedés látható, ami azért fejlődhetett ki, hogy segítsen a levelek és más rostos növényi részek elfogyasztásában. Fogságban bármilyen növényt megesznek, illetve állatok húsát is, kalcium-utánpótlásukról tintahalcsonttal lehet gondoskodni.

### Élettartama
Élettartamuk a 40 évet is elérheti, de fenyegetést jelent rájuk nézve élőhelyük elvesztése, az autópályák közelsége, illetve az, hogy egyes emberek étkezés vagy kisállat-kereskedelem céljából gyűjtik őket. Mikor a szárazföldön tartózkodnak, sokuk esik áldozatul ragadozó madaraknak vagy emlősöknek, a vízben pedig aligátoroknak és pézsmapatkányoknak. Egyes területeken csökken a populációjuk mérete, és egyre több jelentés érkezik sérülésekről, de a fajt nem fenyegeti kihalás.

## Szaporodása
Szaporodási szokásai hasonlóak a vörösfülű ékszerteknőséhez. Sok más teknősfajhoz hasonlóan a hím kisebb a nősténynél. A hím hosszú karmait rezegteti a nőstény arca előtt, a nőstény azonban gyakran figyelmen kívül hagyja. Mikor a nőstény farkánál szaglászva feromonjelzést észlel, a hím udvarolni kezd a nősténynek: föléúszik, rezegteti karmait és simogatja a nőstény arcát. Megfigyelték, hogy időnként a nőstény is csinálja ezt, hogy kiváltsa a hím közeledését. Ha a hím elnyerte a nőstény tetszését, a nőstény a folyó fenekére ereszkedik és engedi, hogy a hím rámásszon.
A párzásra rendszerint kora tavasszal, a tojásrakásra május–június környékén kerül sor. A nőstény olyan helyet választ tojásrakásra, ami zsíros vagy homokos földben van, a folyóparttól körülbelül 30 méteren belül, nyílt területen, ahol nem áll majd akadály a kicsinyei útjába, amikor a folyó felé tartanak. A fészket hátsó lábaival ássa ki. Egy helyre 10–25 ellipszoid formájú, kb. 4 centiméteres tojást rak, melyek a hőmérséklettől függően 90–100 napnyi idő alatt kelnek ki, augusztus–szeptember környékén, de előfordult már, hogy egy fészeknyi tojás áttelelt és kora tavasszal kelt ki. A kicsinyek teknője kb. 4 cm átmérőjű, zöld, élénk sárga mintázattal.

## Háziállatként
Fogságban vizes környezetre és száraz sütkérezőhelyre van szükségük, melegítésre és UVB fényre. Fiatalon 20-30 gallonos terráriumban is tarthatóak, de ezt kinövik, innentől nagyobb terráriumban vagy kerti tóban tarthatóak.
Az Egyesült Államokban az FDA 1975-ös szabályzata megtiltotta a teknőstojások és a 10 centiméternél kisebb teknőátmérőjű teknősök kereskedelmi forgalmazását a szalmonellaveszély miatt. Az elkobzott teknősöket és tojásokat megsemmisíthetik, a szembeszegülésért 1000 dolláros bírság és egy évig terjedő börtön is kiszabható. Mivel azonban tudományos, oktatási vagy kiállítási célra továbbra is forgalmazhatóak, több kisállatkereskedés ezt a kiskaput kihasználva árusítja őket. A szalmonellaveszély csökkenthető azzal, ha kezet mosunk, miután a teknőst etettük, játszottunk vele vagy a terráriumát tisztítottuk.

## Fordítás
- Ez a szócikk részben vagy egészben  a   River cooter című angol Wikipédia-szócikk ezen változatának fordításán alapul.  Az eredeti cikk szerkesztőit annak laptörténete sorolja fel. Ez a jelzés csupán a megfogalmazás eredetét és a szerzői jogokat jelzi, nem szolgál a cikkben szereplő információk forrásmegjelöléseként.